# Střední průmyslová škola Ostrava-Vítkovice
Střední průmyslová škola, Ostrava - Vítkovice, příspěvková organizace byla založena roku 1919. Budova školy pochází z roku 1923. Původní název školy byl SPŠ Strojnická, jak je zaznamenáno nad jejím vchodem. Škola se nachází na Zengrově ulici a je jednou z nejstarších dodnes fungujících středních škol v Ostravě.
Na škole se vyučují v současnosti tyto studijní obory:
- Strojírenství (zaměření výpočetní technika, robotika a automobilní technika)
- Strojírenská technická administrativa (do školního roku 2010/2011)
- Management ve strojírenství(od školního roku 2010/2011)
- Mechanik seřizovač (obnoven od školního roku 2016/2017)
- Obráběč kovů (obnoven od školního roku 2016/2017)

Škola pořádá různé zájmové aktivity jako jsou například různé sporty, kroužky 3D tisku, a přípravné kurzy jak pro přijímací řízení, tak k maturitním zkouškám.